# Степанский, Александр Давидович
Алекса́ндр Дави́дович Степа́нский (15 октября 1934, Москва — 6 декабря 2009, там же) — советский и российский историк, специалист в области истории России, археографии, источниковедения, истории государственных учреждений, истории общественных организаций. Доктор исторических наук (1982), профессор Московского государственного историко-архивного института (с 1983), Российского государственного гуманитарного университета. Главный редактор журнала «Вестник архивиста» (1997—2007). Автор свыше 270 научных и учебно-методических трудов.

## Биография
Родился 15 октября 1934 года в Москве (РСФСР, СССР). С золотой медалью окончил среднюю школу.
В 1957 году с отличием окончил Московский государственный историко-архивный институт (специальность — историк-архивист).
В 1957—1962 годы — научный сотрудник Центрального государственного архива РСФСР.
В 1962—1963 годы — старший археограф Главного архивного управления РСФСР.
В 1963—1966 годы — начальник отдела Центрального государственного архива народного хозяйства СССР.
В 1965 году защитил диссертацию на соискание учёной степени кандидат исторических наук. Тема – «Государственный совет в период Революции 1905—1907 гг.». В 1982 году — диссертацию на соискание учёной степени доктора исторических наук. Тема – «Общественные организации России на рубеже XIX–XX вв.».
С 1966 года — работа в Московском государственном историко-архивном институте, Историко-архивном институте РГГУ: ассистент, доцент, профессор (с 1983), и. о. декана факультета архивного дела (1982—1983), заведующий кафедрой археографии (1986—1997), профессор кафедры архивоведения и археографии (1997—2007), профессор кафедры археографии (2007—2009).
Главный редактор журнала Вестник архивиста (1997—2007).
Член правления Центрального совета Российского общества историков-архивистов (с 1996).
Учёное звание — профессор (1984).
Почётное звание — заслуженный профессор РГГУ (22.10.2009).
Скончался 6 декабря 2009 года в Москве. Похоронен на Калитниковском кладбище.

## Сфера научных интересов
История России, археография, архивоведение, источниковедение, история государственных учреждений, история общественных организаций.

## Награды
- Знак «Почётный архивист» (1998)
- Почётный знак Российского общества историков-архивистов (2000)
- Медаль «В память 850-летия основания Москвы»
- Почётная грамота Российского общества историков-архивистов (2008)

## Оценка профессионального сообщества
- Степанский А. Д. «внёс значительный вклад в разработку теоретических и методических основ комплектования государственных архивов»[2].

## Печатные труды

### Избранные учебно-методические труды
- Степанский А. Д. История общественных организаций дореволюционной России. Учебное пособие. — М.: МГИАИ. 1979. — 80 с.
- Степанский А. Д. Самодержавие и общественные организации России на рубеже XIX—XX вв. Учебное пособие по спецкурсу. — М.: МГИАИ. 1980. — 95 с.
- Степанский А. Д. Общественные организации России на рубеже XIX—XX вв. Пособие по спецкурсу. — М.: МГИАИ. 1982. — 90 с.
- Степанский А. Д. Археография отечественной истории XX в. Учебное пособие. — М.: РГГУ. 2004. — 210 с.

### Избранные научные труды
- Степанский А. Д. Археографическая база и археографический фонд исторической науки // Советские архивы. 1991. № 1. С. 41—44.
- Степанский А. Д. История правил издания исторических документов // Вестник архивиста. 2003. № 3-4. С. 117—136.
- Степанский А. Д. [Рец. на кн.:] Российское духовенство и свержение монархии в 1917 году. (Материалы и архивные документы по истории Русской православной церкви) / Сост. М. А. Бабкин. — М.: Изд. 2-е. 2008 // Исторический архив. — М.: 2008. № 2. С. 218—220.
- Степанский А. Д. К 225-летию русской археографии // Труды Историко-архивного института. Т. 40 / Гл. ред. А. Б. Безбородов. — М.: РГГУ, 2014. С. 289—302.
- Степанский А. Д. «Археографическая революция» в постсоветской России // Труды Историко-архивного института. Т. 40 / Гл. ред. А. Б. Безбородов. — М.: РГГУ, С. 303—318.

### Перечни трудов
- Список печатных трудов А. Д. Степанского // Археографический ежегодник за 1994 год. — М.: Изд. Наука, 1996. С. 317—320. — ISBN 5-02-008525-1
- Опубликованные научные труды А. Д. Степанского (1962—2011) / Сост. А. И. Шешнина, О. А. Шашкова // Труды Историко-архивного института. Т. 40 / Гл. ред. А. Б. Безбородов. — М.: РГГУ, 2014. С. 233—254. — ISBN 978-5-7281-1662-2

## Членство в диссертационных, редакционных и научных советах
- Член диссертационных советов РГГУ Д.212.198.03 и Д.212.198.07
- Член редакционного совета журнала Исторический архив
- Член научных советов Росархива, ВНИИДАД, ГАРФ, РГАЭ, РГВА
- Член Археографической комиссии РАН

## Перечень кандидатских диссертаций, защищённых под руководством А. Д. Степанского
- Кандидатские диссертации, защищённые под руководством А. Д. Степанского в МГИАИ—РГГУ // Труды Историко-архивного института. Т. 40 / Гл. ред. А. Б. Безбородов. — М.: РГГУ, 2014. С. 319—321.

### Справочно-энциклопедические издания
- Степанский Александр Давидович // Кто есть кто в РГГУ. Краткий биографический справочник. — М.: 1993. С. 236—237. — ISBN 5-7281-0116-X
- Степанский Александр Давидович // Кто есть кто в РГГУ. Краткий биографический справочник. — М.: 1997. С. 181—182. — ISBN 5-7281-0167-4
- Степанский Александр Давидович // Кто есть кто в РГГУ. Краткий биографический справочник. — М.: 2002. С. 288—289. — ISBN 5-7281-0600-5
- Степанский Александр Давидович // Историки России. Кто есть кто в изучении отечественной истории. Биобиблиографический словарь / Под ред. В. А. Динеса. Сост. А. А. Чернобаев. — Саратов: Издательский центр Саратовского государственного социально-экономического университета. 1998. С. 344. — ISBN 5-87039-103-X
- Степанский Александр Давидович // Историки России. Кто есть кто в изучении отечественной истории. Биобиблиографический словарь / Сост. А. А. Чернобаев. — Саратов: Издательский центр Саратовского государственного социально-экономического университета. 2000. С. 492. — ISBN 5-855559-092-5
- Степанский Александр Давидович // История интеллигенции России в биографиях её исследователей: опыт энциклопедического словаря. — Екатеринбург: 2002. С. 172—173.
- Степанский Александр Давидович // Историки России XX века: Биобиблиографический словарь / Сост. А. А. Чернобаев. — Саратов: Саратовский государственный социально-экономический университет. 2005. Т. 2. С. 369—370. — ISBN 5-8739-512-4
- Степанский Александр Давидович // Чернобаев А. А. Историки России конца ХІХ — начала XXI века: биобиблиографический словарь. В 3 т. — М.: Собрание, 2016. — Т. 2. — ISBN 978-5-9606-0153-5

### Поздравления
- Хорхордина Т. И. А. Д. Степанский — историк, архивовед, археограф. (К 70-летию со дня рождения) // Археографический ежегодник за 2004 год. — М.: Изд. Наука, 2005. С. 156—163. — ISBN 5-02-034015-4
- Старостин Е. В. Юбилей А. Д. Степанского // Отечественные архивы. 2004. № 6. С. 135—136.
- Редакционная статья. А. Д. Степанскому — 75 лет // Отечественные архивы. 2009. № 6. С. 124—125.

### Воспоминания, некрологи
- Архипова Т. Г. Александр Давидович Степанский: друг и коллега // Новый исторический вестник. 2010. № 1 (23). С. 5—10.
- Некролог: Степанский Александр Давидович // Вестник архивиста. 2010. № 1 (209). С. 309—311.
- Шашкова О. А. «…В Александре Давидовиче Степанском гармонично уживался историк и археограф» // Вестник архивиста. 2010. № 3. С. 268—276.
- Табак Силвиу. «А. Д. Степанский не побоялся раскрыть одному из своих студентов часть правды досрочно…» // Вестник архивиста. 2010. № 4. С. 228—232.
- Прозорова В. Б. «Профессор Степанский, небольшого роста, седой и улыбчивый, всё время куда-то летел…» // Вестник архивиста. 2011. № 1. С. 207—216.
- Архипова Т. Г. Мои незабвенные: Ерошкин, Степанский, Смирнова, Муравьёв… // «Новый исторический вестник». К 80-летию МГИАИ—РГГУ. Избранное. 2005—2010. — М.:, Изд. Ипполитова, 2011. С. 36, 51—57. — ISBN 978-5-93856-183-0
- Черных В. А. Памяти коллег и друзей: А. Д. Степанского (1934—2009) и А. В. Елпатьевского (1931—2010) // Археографический ежегодник за 2009—2010 годы. — М.: Изд. Наука, 2013. С. 514—515. — ISBN 978-5-02-037565-9